# Chris Furrh
Christopher „Chris” Furrh (ur. 18 września 1974 w San Marcos w Teksasie) – były amerykański aktor dziecięcy. Jego najbardziej znaną rolą jest rola Jacka w filmie Władca Much z 1990 roku. W tym samym roku zagrał innego rozbitka w filmie Exile i wystąpił w filmie Rodzina dla Joego.

## Filmografia
- Władca Much (1990) jako Jack Merridew
- Rodzina dla Joego (1990) jako Nick Bankston
- Exile (1990) jako Tommy